# Pühajärv
Pühajärv (w języku estońskim oznacza Święte jezioro) – jezioro w prowincji Valgamaa w Estonii, w pobliżu miasta Otepää. Wypływa z niego rzeka Väike Emajõgi.
Pühajärv ma 3,5 km długości oraz 1,6 km szerokości. Jego maksymalna głębokość wynosi 8,5 m, a powierzchnia 2,859 km², co czyni je 16. co do wielkości jeziorem Estonii. Na jeziorze znajduje się 5 wysp o łącznej powierzchni 298,3 ha:  Sõsarsaared (dwie wyspy) w północnej części, Kloostrisaar w części środkowej oraz Suur-Lepasaar i Väike-Lepasaar w południowej części jeziora.
Pühajärv zostało w roku 1991 poświęcone przez XIV Dalajlamę, Tenzin Gjaco. Fakt ten upamiętnia drewniany pomnik na brzegu jeziora.